# Oxyopes cornutus
Oxyopes cornutus är en spindelart som beskrevs av F. O. Pickard-Cambridge 1902. Oxyopes cornutus ingår i släktet Oxyopes och familjen lospindlar. Inga underarter finns listade i Catalogue of Life.